# Arsienij Zwieriew
Arsienij Grigorjewicz Zwieriew (ros. Арсе́ний Григо́рьевич Зве́рев; ur. 17 lutego?/2 marca 1900 we wsi Tichimorowo w guberni moskiewskiej, zm. 27 lipca 1969 w Moskwie) – radziecki polityk, ludowy komisarz/minister finansów ZSRR (1938–1948), członek KC WKP(b)/KPZR (1939–1961).

## Życiorys
W 1919 wstąpił do RKP(b) i Armii Czerwonej, dowódca plutonu w pułku kawalerii, uczestnik wojny domowej, 1924-1925 słuchacz Centralnych Kursów Ludowego Komisariatu Finansów ZSRR, pracownik powiatowego komitetu WKP(b) w Klinie, kierownik wydziału komitetu wykonawczego rady powiatowej w Klinie. Od czerwca do sierpnia 1929 przewodniczący komitetu wykonawczego rady powiatowej w Klinie, 1929-1930 szef ludowego zarządu Zachodniego Obwodowego Oddziału Finansowego, 1930 kierownik okręgowego oddziału finansowego w Briańsku, 1932-1936 kierownik rejonowego oddziału finansowego w Moskwie, 1933 ukończył Moskiewski Instytut Finansowo-Ekonomiczny. Od kwietnia 1936 do maja 1937 przewodniczący rady rejonowej w Moskwie, potem I sekretarz rejonowego komitetu WKP(b) w Moskwie. Od września 1937 zastępca ludowego komisarza, a od 19 stycznia 1938 ludowy komisarz/minister finansów ZSRR, od 21 marca 1939 do 17 października 1961 członek KC WKP(b)/KPZR. Od 16 lutego do 28 grudnia 1948 zastępca ministra, następnie do 16 maja 1960 ponownie minister finansów ZSRR. Od 30 lipca 1949 członek Prezydium Rady Ministrów ZSRR, od 16 października 1952 do 5 marca 1953 zastępca członka Prezydium (Biura Politycznego) KC KPZR, 1959 został doktorem nauk ekonomicznych, 1960-1961 na emeryturze, od 1961 do śmierci profesor Wszechzwiązkowego Zaocznego Instytutu Finansowego. Deputowany do Rady Najwyższej ZSRR 1, 2 ,4 i 5 kadencji.
Pochowany na cmentarzu Nowodziewiczym.

## Odznaczenia
- Order Lenina (czterokrotnie)
- Order Czerwonego Sztandaru Pracy
- Order Czerwonej Gwiazdy